# Heltai János
Heltai János (Kaposvár, 1950. november 14. –) magyar irodalomtörténész, könyvtörténész, könyvtáros, az Országos Széchényi Könyvtár munkatársa, a Miskolci Egyetem professor emeritusa.

## Pályája

### Tanulmányok
1950-ben született. 1975-ben szerzett magyar-latin szakos középiskolai tanári diplomát az Eötvös Loránd Tudományegyetemen. 

### Tudományos pályafutás, kutatás
1975-től az Országos Széchényi Könyvtár munkatársa: a Régi Magyarországi Nyomtatványok bibliográfiai szerkesztőség kutatója (1972-től már diákként részt vett a munkában). 1990-ben irodalomtudományból kandidátusi fokozatot szerzett. 1992-től a Miskolci Egyetem Bölcsészettudományi Kar Magyar Nyelv és Irodalomtudományi Intézetének oktatója, 2005-ben habilitált, majd megszerezte az MTA doktora fokozatot, 2005-től a Miskolci Egyetem egyetemi tanára, 2020-tól professor emeritusa. Oktatott régi magyarországi irodalomtörténetet, műfaj- és eszmetörténetet, nyomda- és könyvkiadás-, valamint könyvtörténetet.
1972 óta vesz részt a Régi Magyarországi Nyomtatványok című, retrospektív nemzeti bibliográfia köteteinek elkészítésében. Ez a nemzetközi elismertséget kivívó vállalkozás lehetővé tette, hogy a teljes magyarországi nyomdai termelést áttekintse a kezdetektől 1800-ig. A teljes anyag ismerete jó rálátást biztosított számára a magyarországi irodalom és szélesebb értelemben vett művelődés kialakulásának és fejlődésének történetére. Egyéni kutatásai főként a protestáns peregrinációra, a korszak eszmetörténetére, a protestáns és katolikus reformáció magyarországi jellemzőire, a hitvitákra és perikópákra, a bibliakiadások történetére és a nyomtatott műfajok rendszerére irányultak. Kiemelkedően kiterjedt forrásismerete tette lehetővé, hogy legutóbbi monográfiájában (Műfajok és művek a XVII. század magyarországi könyvkiadásában [1601–1655], Bp., Országos Széchényi Könyvtár – Universitas Kiadó, 2008.) megírja a 17. század első felének nyomtatványtörténetét, mely rövid időn belül a korszak egyik alapvető kézikönyvévé vált, és egyben az akadémiai doktori disszertációját is képezte. Három RMNy kötetnek volt szerkesztője vagy egyik szerzője, három önálló könyve jelent meg. Több, mint tíz évig magyarországi szerkesztője volt az Annual Bibliography of the History of the Printed Book and Libraries című nemzetközi könyvtörténeti bibliográfiának. Összes publikációnak száma több, mint száz, idézettségük magas.
Mint az Országos Széchényi Könyvtár munkatársa gyakran járt kutatóúton Szlovákiában, Romániában, Jugoszláviában, Lengyelországban. Végig látogatta azokat a gyűjteményeket, amelyek nagyobb számban őriznek régi magyar könyveket. Hosszabb kutató időt töltött a wolfenbütteli Herzog August Bibliothekban és a bécsi Collegium Hungaricumban. 2001–2005 között OTKA-kutatást vezetett a hitviták magyarországi történetéről.
Tudományos és oktatói tevékenységének sikerét mutatja a számos ösztöndíj és kitüntető díj is, melyekben részesült, köztük 1999 és 2003 között a Széchenyi professzori ösztöndíj, 1995-ben Keresztúry-díj, 2009-ben pedig Klaniczay-díj, mely utóbbi a régi magyar irodalomtörténész szakma legnagyobb presztízsű tudományos kitüntetése, a korszak kutatói által odaítélt fontos elismerés. 2018-ban az Országos Széchényi Könyvtár Széchényi Ferenc-emlékérmét kapta meg.

### Tudományszervezés, szakmai közéleti tevékenység
Heltai János professzor a tudományos utánpótlás-nevelésben is tevékenyen és eredményesen vett és vesz részt. 1992 óta dolgozik a Miskolci Egyetemen, a magyar szak és a Bölcsészettudományi Kar megbecsült és népszerű oktatója. Törzstagja és témavezetője a Miskolci Egyetem Irodalomtudományi Doktori Iskolájának, tagja továbbá az egyetemi és a tudományági doktori bizottságnak, valamint az egyetemi és a tudományági habilitációs bizottságnak. 
Számos tudományos testület és bizottság tagja: 1999-tól tagja az MTA Könyvtörténeti Munkabizottságának, 2005–2011 között tagja volt az MTA Irodalomtudományi Bizottságának, 2007–2010 között pedig az OTKA Társadalomtudományi Kollégiumának. Jelenleg tagja még az Országos Széchényi Könyvtár Tudományos Bizottságának és a Corvinus Alapítvány kuratóriumának.
2025-ben a Magyar Érdemrend tisztikeresztjével tüntették ki.

## Publikációi

### Monográfiák
- Alvinczi Péter és a heidelbergi peregrinusok, Humanizmus és reformáció 21 (Budapest, Balassi Kiadó, 1994).
- Műfajok és művek a XVII. század magyarországi könyvkiadásában (1601–1655), Res libraria 2 (Budapest, Országos Széchényi Könyvtár–Universitas Kiadó, 2008).

### Szerkesztett kötetek
- HELTAI János, szerk., vál., ford., jegyz., Magyarország panaszainak megoltalmazása: Válogatás Alvinczi Péter műveiből és levelezéséből, (Budapest, Európa Kiadó, 1989).
- HELTAI János, HOLL Béla, PAVERCSIK Ilona és P. VÁSÁRHELYI Judit, szerk., Régi magyarországi nyomtatványok: 1636–1655, 3 (Budapest, Akadémiai Kiadó, 2000).
- HELTAI János és TASI Réka, szerk., „Tenger az igaz hitrül való egyenetlenségek vitatásának eláradott özöne ...”: Tanulmányok XVI–XIX. századi hitvitáinkról (Miskolc, Miskolci Egyetem BTK Régi Magyar Irodalomtörténeti Tanszék, 2005).
- HELTAI János, szerk., Biblia Hungarica Philologica. Magyarországi Bibliák a filológiai tudományokban: az Országos Széchényi Könyvtárban a Biblia Sacra Hungarica, a könyv „mely örök életet ád” (2008. 11. 21. – 2009. 03. 29.) című kiállítás alkalmából 2009. január 30-án tartott konferencia előadásai (Budapest, Argumentum Kiadó, 2009).
- HELTAI János, PAVERCSIK Ilona, PERGER Péter és P. VÁSÁRHELYI Judit, szerk., Régi magyarországi nyomtatványok: 1656–1670, 4 (Budapest, Akadémiai Kiadó–Országos Széchényi Könyvtár, 2012).

### Tanulmányok
- BARCZA József és HELTAI János, „Ismeretlen régi magyarországi nyomtatványok emléke a XVI. századból”, Magyar Könyvszemle 94, 1. sz. (1978): 86–91.
- „Egy Grassalkovich Antalhoz intézett könyvajánlás”, Mezőgazdasági Mérnök 21, 7. sz. (1980): 4.
- „A magyar könyvtörténeti szakirodalom 1979-ben”, Magyar Könyvszemle 96, 4. sz. (1980): 405–411.
- „A magyar könyv- és sajtótörténeti szakirodalom 1980-ban”, Magyar Könyvszemle 97, 4. sz. (1981): 353–360.
- „A művelődéspártoló polgári kör a XVII. század elején”, Magyar Könyvszemle 98, 2. sz. (1982): 113–126.
- „A magyar könyv-, nyomda- és sajtótörténeti szakirodalom 1981-ben”, Magyar Könyvszemle 98, 4. sz. (1982): 385–392.
- „Az 1595–1621 között a heidelbergi egyetemen tanult magyarországi diákokról és pártfogóikról”, Az Országos Széchényi Könyvtár Évkönyve 1980 (1982): 243–347.
- „Bethlen Gábor és Báthori Gábor viszonya a kortársak szemében”, Irodalomtörténet 15, 3. sz. (1983): 685–708.
- „A magyar könyv-, nyomda- és sajtótörténeti szakirodalom 1982-ben”, Magyar Könyvszemle 99: 4. sz. (1983): 415–422.
- „Szenci Molnár Albert itthon nyomtatott műveinek hangjelöléséről”, Magyar Könyvszemle 99, 3. sz. (1983): 279–282.
- „Bethlen Péter és Pázmány”, Az Országos Széchényi Könyvtár Évkönyve 1982/83 (1984): 411–422.
- „Szenci Molnár Albert: Megemlékezés halálának 350. évfordulóján”, Confessio: A Magyarországi Református Egyház Figyelője 8, 3. sz. (1984): 68–78.

- BAKÓ Dorottya és HELTAI János, „A magyar könyv-, nyomda- és sajtótörténeti szakirodalom 1983-ban”, Magyar Könyvszemle 100, 4 sz. (1984): 381–390.
- „A Nagy Sándor-regény Bethlen Gábornak ajánlott 1619. évi kiadása”, in Prodromus: Tanulmányok a régi és az újabb magyar irodalomról, szerk. KOVÁCS Sándor Iván, 19–20 (Budapest, MTA Irodalomtudományi Intézet–ELTE Régi Magyar Irodalomtörténeti Tanszék, 1985).
- „Énekbe szerzött versöknek édes kiáltása”, Magyar Nyelv 81 (1985): 367–368.
- „Irénikus vonások Pécseli Király Imre műveiben”, in Irodalom és ideológia a 16–17. században, szerk. VARJAS Béla, Memoria Saeculorum Hungariae 5, 209–230 (Budapest, Akadémiai Kiadó, 1987).
- „A protestáns felekezetek közötti békességszerzés (irenicum) a XVII. század első felében Magyarországon”, Confessio: A Magyarországi Református Egyház Figyelője 12, 3. sz. (1988): 30–39.
- „A magyar könyv-, könyvtár-, nyomda- és sajtótörténeti szakirodalom 1987-ben”, Magyar Könyvszemle 104, 4. sz. (1988): 315–328.
- „A magyar nyomda-, könyv-, sajtó- és könyvtártörténeti szakirodalom 1988-ban”, Magyar Könyvszemle 105, 4 sz. (1989): 419–427.
- „A protestáns magyar biblia XVII. század eleji könyvkultúránkban”, Theologiai Szemle 33, 4. sz. (1990): 218–222.
- „A protestáns magyar biblia XVII. század eleji könyvkultúránkban”, in Emlékkönyv a Vizsolyi Biblia megjelenésének 400. évfordulójára, szerk. BARCZA József, 171–183 (Budapest, Református Zsinati Iroda Sajtóosztálya, 1990).
- „A magyar nyomda-, könyv-, sajtó- és könyvkötészeti szakirodalom 1989-ben”, Magyar Könyvszemle 106, 3–4. sz. (1990): 160–169.
- „David Pareus magyar kapcsolatai: David Pareus levelezése magyar tanítványaival”, in Tudóslevelek: Művelődésünk külföldi kapcsolataihoz, 1577–1794, szerk. HERNER János, 13–76 (Szeged, József Attila Tudományegyetem [JATE], 1990).
- „A magyar nyomda-, könyv-, sajtó- és könyvtártörténeti szakirodalom 1990-ben”, Magyar Könyvszemle 107, 4. sz. (1991): 413–422.
- „Ki az Itinerarium catholicum szerzője?”, Studia Litteraria 29 (1991): 49–60.
- „A heidelbergi egyetemjárás a XVII. század elején”, Hitel: Független Irodalmi Társadalmi Kritikai Lap 4, 3. sz. (1991): 22–25.
- „A magyar nyomda-, könyv-, sajtó- és könyvtártörténeti szakirodalom 1991-ben”, Magyar Könyvszemle 108, 4 sz. (1992): 374–383.

- „Milotai Nyilas István elveszett, Pázmány elleni vitairatáról”, in Gesta typographorum: a hetvenéves Borsa Gedeon tiszteletére ajánlják e könyvet barátai és tanítványai, szerk. P. VÁSÁRHELYI Judit, 62–70 (Budapest, Borda Antikvárium, 1993).
- „A heidelbergi egyetemjárás 1595–1621”, in Régi és új peregrináció: magyarok külföldön, külföldiek Magyarországon: A III. Nemzetközi Hungarológiai Kongresszuson – Szeged, 1991. augusztus 12–16. –  elhangzott előadások, 2, szerk. BÉKÉSI Imre, JANKOVICS, József, KÓSA László és NYERGES Judit, 540–548 (Budapest–Szeged, Scriptum Kft.–Nemzetközi Magyar Filológiai Társaság, 1993).
- „A magyar nyomda-, könyv-, sajtó- és könyvtártörténeti szakirodalom 1992-ben”, Magyar Könyvszemle 109, 4. sz. (1993): 468–475.
- „Még egyszer Apáczai »ismeretlen munkájáról«: Ki az RMK I 771 és RMK I 915 szerzője?”, Magyar Könyvszemle 119, 1. sz. (1994): 74–77.
- „»Szent atyák öröme«: Medgyesi Pál és Vásárhelyi Dániel hitvitája”, Europa Balcanica Danubiana Carpathica 2/A (1995): 224–235.
- „Néhány gondolat XVI–XVII. századi protestáns iskolaügyünkről”, Credo: Evangélikus Műhely 2: 3–4. sz. (1996): 25–28.
- „Balassi és Buchanan Iephtese”, Irodalomtörténeti Közlemények 107, 5–6. sz. (1997): 541–549.
- „Bürgerliche Patronatstätigkeit und Lesegewohnheiten: Die Beispiele der Familien Szegedi und Asztalos in Kaschau und Tyrnau”, in Bürgerliche Kultur im Vergleich: Deutschland, die böhmischen Länder und das Karpatenbecken im 16. und 18. Jahrhundert, Hrsg István MONOK und Péter ÖTVÖS, 37–44 (Szeged, Scriptum Kft., 1998).
- „Die Heidelberger Peregrination 1595–1621”, in Iter Germanicum: Deutschland und die Reformierte Kirche in Ungarn im 16–17. Jahrhundert, Hrsg. András SZABÓ, 169–179 (Budapest, Magyarországi Református Egyház Kálvin János Kiadója, 1999).
- „Zusammensetzung und Strukturierung der Drucke in der ersten Hälfte des 17. Jahrhunderts in Ungarn. Prinzipien und Ziele der Gattungsgestaltung”, in Fejezetek 17. századi nyomdászatunkból. – Studien über die ungarländische Typographie in 17. Jahrhundert: az Országos Széchényi Könyvtár tudományos ülésszaka és kiállítása, 2000. október 12., szerk. P. VÁSÁRHELYI Judit, 29–35 (Budapest, Osiris–Országos Széchényi Könyvtár, 2001).

- „A XVII. század első felének kiadványszerkezete. Műfajteremtő elvek és célok”, in Fejezetek 17. századi nyomdászatunkból – Studien über die ungarländische Typographie in 17. Jahrhundert: az Országos Széchényi Könyvtár tudományos ülésszaka és kiállítása, 2000. október 12., szerk. P. VÁSÁRHELYI Judit, 9–28 (Budapest, Osiris–Országos Széchényi Könyvtár, 2001).
- „Rövid esettanulmány az irodalomtörténet-írás működési mechanizmusáról”, in Kabdebó Lóránt köszöntése 65. születésnapja alkalmából, szerk. BESSENYEI József, FERENCZI László, KOVÁCS Viktor és PÁLFI Ágnes, 236–241 (Miskolc, ME BTK Összehasonlító Irodalomtörténeti és Művészettörténeti Tanszék, 2001).
- „Halotti prédikációk ifjú Kassai István és idősebb Kassai István felesége, Viczei Anna fölött: (Gyulafehérvár 1641.) – RMNY S 1884A”, in Fata libelli: A nyolcvanéves Borsa Gedeon köszöntésére írták barátai és tanítványai, szerk. P. VÁSÁRHELYI Judit, 257–265 (Budapest, Országos Széchényi Könyvtár, 2003).
- „A szöveg tekintélyének forrásai Magyarországon a barokk kor elején”, in Hatalom és kultúra: az V. Nemzetközi Hungarológiai Kongresszus (Jyväskylä, 2001. augusztus 6-10.) előadásai II, szerk. JANKOVICS József és NYERGES Judit, 74–87 (Budapest, Nemzetközi Magyarságtudományi Társaság, 2004).
- „Tamás Arany”, in Bibliotheca Dissidentium: Ungarländische Antitrinitarier III, ed. André SÉGUENNY et Jean ROTT, Bibliotheca bibliographica Aureliana 204: Repertoire des nonconformistes religieux des seizieme et dix-septieme siecles 23, 35–50 (Baden-Baden, Editions Valentin Koerner, 2004).
- „Geleji Katona István mint udvari prédikátor”, in Mezőváros, reformáció és irodalom (16–18. század), szerk. SZABÓ András, 149–163 (Budapest, Universitas Könyvkiadó, 2005).
- „Nyomtatott vallási vitairatok Magyarországon a XVII. század első felében (1601–1655)”, in „Tenger az igaz hitrül való egyenetlenségek vitatásának eláradott özöne...”: Tanulmányok XVI–XIX. századi hitvitáinkról, szerk. HELTAI János és TASI Réka, 115–174 (Miskolc, Miskolci Egyetem BTK Régi Magyar Irodalomtörténeti Tanszék, 2005).
- „A 16–17. századi magyarországi hitviták adattárának tervezete”, in „Tenger az igaz hitrül való egyenetlenségek vitatásának eláradott özöne ...”: Tanulmányok XVI–XIX. századi hitvitáinkról, szerk. HELTAI János és TASI Réka, 251–299 (Miskolc, Miskolci Egyetem BTK Régi Magyar Irodalomtörténeti Tanszék, 2005).

- „Die Heidelberger Peregrination calvinistischer Studenten aus Ungarn und Siebenbürgen, 1597–1621”, in Peregrinatio Hungarica: Studenten aus Ungarn an deutschen und österreichischen Hochschulen vom 16. bis zum 20. Jahrhundert, Hrsg. Márta FATA, Gyula KURUCZ und Anton SCHINDLING, Contubernium: Tübinger Beiträge zur Universitäts- und Wissenschaftsgeschichte 64, 65–80 (Stuttgart, Franz Steiner Verlag, 2006).
- „Martin Opitz und sein intellektuelles Umfeld in Siebenbürgen”, in Martin Opitz 1597–1639: Fremdheit und Gegenwärtigkeit einer geschichtlichen Persönlichkeit, Hrsg. Jörg-Ulrich FECHNER und Wolfgang KESSLER, Schriften (Martin Opitz Bibliothek) 3, 79–103 (Herne, Stiftung Martin-Opitz-Bibliothek, 2006).
- „Kis Imre és Pósaházi János hitvitája a kálvinista vallás régiségéről. I.”, Magyar Könyvszemle 132, 2. sz. (2007): 169–184.
- „Kis Imre és Pósaházi János hitvitája a kálvinista vallás régiségéről. II”. Magyar Könyvszemle 132, 3. sz. (2007): 310–343.
- „Hitviták és irodalmi élet Kassán az 1660-as évtizedben – Vieroučné polemiky a literárny život v Košiciach okolo roku 1660”, in 350. výročie Košickej univerzity: jubilejný zborník príspevkov z medzinárodnej vedeckej konferencie: Košice 27. februára 2007, ed. Cyrill HIŠEM, Štefan ELIAŠ a Dáša FEDORKOVÁ, 39–48 (Košice, Vydavatelstvo Michala Vaska pre Centrum pre európsku politiku, 2007).
- „Biblia Sacra Hungarica, a könyv »mely örök életet ád«”, Mercurius (2009): 5–8.
- „Biblia Sacra Hungarica: The book that »gives eternal life«”, Bulletin (2009): 5–8.
- „Hitvita a bibliai konzekvenciákról 1665–1666-ban”, in Biblia Hungarica Philologica. Magyarországi Bibliák a filológiai tudományokban: az Országos Széchényi Könyvtárban a Biblia Sacra Hungarica, a könyv „mely örök életet ád” (2008. 11. 21. – 2009. 03. 29.) című kiállítás alkalmából 2009. január 30-án tartott konferencia előadásai, szerk. HELTAI János, 161–170 (Budapest, Argumentum Kiadó, 2009).
- „Melius Juhász Péter bibliafordítói tevékenységének helye a magyar bibliafordítás folyamatában”, in Melius Juhász Péter, Az két Sámuel könyveinek, és az két királyi könyveknek az sido nyelvnek igazságából, és igaz és bölcs magyarázók fordításából, igazán való fordítása magyar nyelvre, szerk. ÖTVÖS László, 490–504 (Debrecen, Tiszántúli Református Egyházkerület, 2010).
- „A perikópakutatás lehetséges kontextusai és módszere”, Publicationes Universitatis Miskolcinensis Sectio Philosophica 17, 1. sz. (2012): 45–50.
- „A perikópák 16. századi szöveghagyománya”, in Filológia és textológia a régi magyar irodalomban, KECSKEMÉTI Gábor és TASI Réka, 199–237 (Miskolc, Miskolci Egyetem BTK Magyar Nyelv- és Irodalomtudományi Intézet, 2012).

- „Lölki okulár”, in Sylvae typographicae: Tanulmányok a régi magyarországi nyomtatványok 4. kötetének (1656–1670) megjelenése alkalmából, szerk. P. VÁSÁRHELYI Judit, 53–62 (Budapest, Argumentum Kiadó, 2012).
- HELTAI János és MARTIS Zsombor, „A kassai hitvita”, in Docendo discimus: Doktoranduszhallgatók és témavezetőik közös tanulmányai a Miskolci Egyetem Irodalomtudományi Doktori Iskolájából, szerk. HUSZTI Tímea, 15–29 (Miskolc, Miskolci Egyetem Irodalomtudományi Doktori Iskola, 2013).
- „Egy RMK a nagyraktárból: David Pareus: Collegiorum theologicorum... pars altera. Heidelberg 1620”, in Interpretációk interpretációja: Tudós bibliothecariusok, tudós elődök, szerk. ZSUPÁN Edina, 61–69 (Budapest, Gondolat Kiadó – Bibliotheca Nationalis Hungariae, 2015).
- „A Régi Magyarországi Nyomtatványok (RMNy) tudománytörténeti helyzete: Megjegyzések a bibliográfiai egység fogalmáról”, Magyar Könyvszemle 133, 1 sz. (2017): 106–114.
- „A Biblia szerepe a magyar reformációban”, in Károli Gáspár Új Testamentum, azaz a mi Urunk Jézus Krisztusnak Új Szövetsége – Zsoltárok könyve, 7–19 (Budapest, Kálvin Kiadó, 2017).
- „Fejedelmi és egyházi reprezentáció kálvinista kiadványokban I. Rákóczi György korszakában Erdélyben”, in A reformáció könyvespolca: Reprezentatív kiadványok Magyarországon a reformáció korából, szerk. P. VÁSÁRHELYI Judit, 97–107 (Budapest, OSZK–Argumentum Kiadó, 2017).
- „Pareus személyes kapcsolatai magyar diákjaival”, in Reformáció 500: A Partiumi Keresztény Egyetem által 2017. október 5–6. között szervezett konferencia előadásainak gyűjteménye, szerk. KULCSÁR Árpád, 95–112 (Komárom–Nagyvárad, Partiumi Keresztény Egyetem Partium Kiadó–Selye János Egyetem Calvin J. Teológiai Akadémia, 2018).
- „A mennyei tudomány tiszta világos folyamja: Adalékok a felekezeti tudatok kialakulásához az 1616–1619 évek vitairatai és prédikációi alapján”, in A reformáció emlékezete: Protestáns és katolikus értelmezések a 16–18. században, főszerk. SZÁRAZ Orsolya, szerk. FAZAKAS Gergely Tamás és IMRE Mihály, Loci memoriae hungaricae 7, 197–207 (Debrecen, Debreceni Egyetemi Kiadó, 2018).
- „Die persönlichen Beziehungen des Heidelberger Theologieprofessors David Pareus zu seinen ungarischen Studenten von 1598 bis 1621”, in Religiös motivierte Migrationen zwischen dem östlichen Europa und dem deutschen Südwesten vom 16. bis zum 19. Jahrhundert, Hrsg. Christine ABSMEIER, Matthias ASCHE, Márta FATA, Annamarie RÖDER, Anton SCHINDLING und Patrick SCHIELE, Veröffentlichungen der Kommission für geschichtliche Landeskunde in Baden-Württemberg 219, 237–253 (Stuttgart, W. Kohlhammer Verlag, 2018).
- „A korai reformáció irodalma Magyarországon”, in Ige-Idők: A reformáció 500 éve: 2017. Magyar Nemzeti Múzeum, április 26 – november 5., szerk. KISS Erika, ZÁSZKALICZKY Márton, ZÁSZKALICZKY Zsuzsanna és SZÉKELY Júlia, 135–147 (Budapest, Magyar Nemzeti Múzeum, 2018).

### Recenziók
- „Jakó Zsigmond: Írás, könyv, értelmiség”, Irodalomtörténeti Közlemények 82, 4. sz. (1978): 505–507.
- „Takács Béla: A sárospataki nyomda története. Bp. 1978. Magyar Helikon 197 l.”, Magyar Könyvszemle 96, 1. sz. (1980): 101–103.
- „Művelődéstörténeti tanulmányok. Szerk. Csetri Sándor etc. Bukarest 1980.”, Magyar Könyvszemle 107, 2. sz. (1982): 170–172.
- „A Ráday Gyűjtemény évkönyve II., szerk. Benda Kálmán, Bp., 1982, 365 l.”, Magyar Könyvszemle 99, 2. sz. (1983): 216–217.
- HELTAI János és VÁSÁRHELYI Judit, „Eszmei áramlatok és politika Szenci Molnár Albert életművében. Bp. Akadémiai Kiadó 1985”, Irodalomtörténet 77, 2. sz. (1988): 351–355.
- „Szenci Molnár Albert: Dictionarium Latino-Ungaricum. Nürnberg 1604. Editio facsimile. A kísérő tanulmányt írta Imre Mihály, Irodalomtörténeti Közlemények 103, 5–6. sz., (1991): 663–668.
- „Balázs Mihály: Teológia és irodalom. Bp. Balassi Kiadó 1998”, Tiszatáj: Irodalmi Művészeti és Társadalmi Folyóirat 55, 1. sz. (2001): 102–108.
- „Szenci Molnár Albert, Jubileus esztendei prédikáció, Appendix de idolo Lauretano (Oppenheim 1618), A kísérő tanulmányt írta Imre Mihály, Budapest, Balassi – OSZK, 2017 (Bibliotheca Antiqua Hungarica, 45) – Szenci Molnár Albert, Psalterium Hungaricum, Kis katekizmus, (Herborn 1607), A kísérő tanulmányt írta P. Vásárhelyi Judit, Budapest, Balassi – OSZK, 2017, (Bibliotheca Antiqua Hungarica, 46)”, Magyar  Könyvszemle 134, 3. sz. (2018):  360–367.